# Opuntia aureispina
Opuntia aureispina ist eine Pflanzenart in der Gattung der Opuntien (Opuntia) aus der Familie der Kakteengewächse (Cactaceae). Das Artepitheton aureispina leitet sich von den lateinischen Worten aureus für ‚gelb‘ sowie -spinus für ‚bedornt‘ ab.

## Beschreibung
Opuntia aureispina wächst groß strauchig, mit zahlreichen aufrechten Zweigen nahe der Bodenoberfläche und erreicht Wuchshöhen von bis zu 1,5 Meter. Es wird ein kurzer, stark bedornter Stamm ausgebildet. Die hell blaugrünen bis gelbgrünen, glauken, kreisrunden bis eiförmigen Triebabschnitte sind 8 bis 12 Zentimeter lang und ebenso breit. Die schwärzlichen Areolen tragen alle Dornen. Die meist drei bis vier Dornen sind hellbraun bis leuchtend gelb oder gelegentlich schwarz mit einer gelben Spitze. Manchmal sind sie abgeflacht und verdreht. Die Dornen erreichen eine Länge von 2 bis 6 Zentimeter.
Die gelben, an ihrer Basis leuchtend orangefarben oder roten Blüten sind 6 bis 8 Zentimeter lang und erreichen Durchmesser von 6 bis 7 Zentimeter. Die grünen bis leicht roten Früchte sind mit steifen Dornen bedeckt. Sie erreichen einen Durchmesser von 2 bis 2,5 Zentimeter und eine Länge von 3 bis 4 Zentimeter.

## Verbreitung, Systematik und Gefährdung
Opuntia aureispina ist in den Vereinigten Staaten im Westen des  Bundesstaates Texas im Brewster County bis in Höhenlagen von 600 Metern verbreitet.
Die Erstbeschreibung als Opuntia macrocentra var. aureispina erfolgte 1988 durch Steven Brack und Kenneth D. Heil. Donald John Pinkava und Bruce Dale Parfitt erhoben die Varietät 2001 in den Rang einer Art.
In der Roten Liste gefährdeter Arten der IUCN wird die Art als „Least Concern (LC)“, d. h. als nicht gefährdet geführt. Die Entwicklung der Populationen wird als stabil angesehen.

## Nachweise